# Rue de la Vieille-Place-aux-Veaux
La rue de la Vieille-Place-aux-Veaux est une ancienne voie de Paris. Elle a disparu lors du réaménagement des abords de la place du Châtelet en 1855 et l'ouverture du boulevard de l'Hôtel-de-Ville et la construction du Théâtre-Lyrique.

## Situation
Juste avant la Révolution française, la rue faisait partie de la paroisse Saint-Jacques-de-la-Boucherie.
Au moment de sa suppression, elle reliait la rue Saint-Martin à la place du Châtelet et à la rue de la Joaillerie. Elle était située dans le quartier d'Arcis de l'ancien 7e arrondissement (actuel 4e arrondissement). Les numéros étaient noirs, le dernier numéro impair était le no 19, et le dernier numéro pair était le no 26.

## Origine du nom
La « rue de la Place-aux-Veaux » devint la « rue de la Vieille-Place-aux-Veaux »  lorsque la halle aux Veaux fut transférée.

## Historique
Au XIVe siècle, c'était la « place aux Sainclyons ». Elle devait cette dénomination à une riche famille de bouchers.
Au XVe siècle, elle porte le nom de « rue aux Veaux », « rue de la Tannerie » et « place aux Veaux ». Elle était située dans un débouché de ruelles immondes et sinistres, sur l'emplacement desquelles ont été construits le Théâtre-Lyrique, la rue Adolphe-Adam et le service d'identité de la ville de Paris, et qui était le quartier des « tueurs » et des « écorcheurs » de la Grande Boucherie
Par arrêt du 8 février 1646, le marché aux veaux est transféré sur le quai des Ormes et la voie prend alors le nom de « rue de la Vieille-Place-aux-Veaux ». À l'origine, la « rue de la Vieille-Place-aux-Veaux » aboutissait, par un retour d'équerre, dans la rue Saint-Jacques-la-Boucherie. Ce débouché a été supprimé lors de la formation de la place du Châtelet. Une décision ministérielle du 11 octobre 1806 signée Champagny, fixe la moindre largeur de cette voie publique à 6 mètres.
Cette voie publique a été supprimée en 1855, conformément au décret impérial du 29 juillet 1854, relatif au boulevard de l'Hôtel-de-Ville. L'emplacement qu'elle occupait se trouve confondu, partie dans le sol de ce boulevard, partie
dans l'îlot entre ce boulevard et le quai de Gesvres.